# Tulio Quiñones
Pour les articles homonymes, voir Quiñones.
Tulio Quiñones (né et mort à des dates inconnues) est un footballeur péruvien d'origine costaricienne.

## Biographie
Né au Costa Rica, Quiñones émigre au Pérou où il rejoint le Circolo Sportivo Italiano, suivi du Deportivo Municipal. 
En 1947, il part au Mexique où il reste jusqu'en 1953. Il a l'occasion de jouer pour l'ADO, le CD Veracruz et le Club Necaxa. C'est au sein de ce dernier club qu'il se distingue en terminant meilleur buteur du championnat du Mexique lors de la saison 1953 (14 buts marqués). 
Il revient au Pérou et termine sa carrière au Porvenir Miraflores où il se distingue en 2e division péruvienne. En effet, meilleur buteur du championnat de D2 en 1955 (10 buts inscrits), il en est sacré champion l'année suivante. 
Il a également joué en sélection avec l'équipe du Pérou.

## Palmarès
| Club Necaxa - Championnat du Mexique : - Meilleur buteur : 1953 (14 buts). |  | Porvenir Miraflores - Championnat du Pérou D2 (1) : - Champion : 1956. - Meilleur buteur : 1955 (10 buts). |